# Plecodus elaviae
Plecodus elaviae är en fiskart som beskrevs av Poll, 1949. Plecodus elaviae ingår i släktet Plecodus och familjen Cichlidae. IUCN kategoriserar arten globalt som livskraftig. Inga underarter finns listade i Catalogue of Life.